# 2740 Tsoj
2740 Tsoj este un asteroid din centura principală, descoperit pe 26 septembrie 1974, de Liudmila Juravliova.